# Derek Walker-Smith
Derek Colclough Walker-Smith, baron Broxbourne, (13 avril 1910 - 22 janvier 1992), est un homme politique du Parti conservateur britannique.

## Biographie
Fils de Jonah Walker-Smith (1874–1964) et sa femme Maud, fille de Coulton Walker Hunter, il fait ses études à Rossall School et à Christ Church, Oxford. Il devient avocat, appelé au barreau par Middle Temple en 1934. Il est vice-président de l'Inns of Court Conservative and Unionist Society et conseiller de la reine en 1955.
Walker-Smith est député de Hertford de 1945 à 1955 et de East Hertfordshire de 1955 à 1983. Il est vice-président du Comité 1922 de 1951 à 1955. Il occupe des postes ministériels, notamment celui de Secrétaire économique du Trésor (1956–57), au Board of Trade (1955–56 et 1957) et à la Santé (1957–59).
Walker-Smith est créé baronnet, de Broxbourne dans le comté de Hertford, en 1960. Le 21 septembre 1983, il est créé pair à vie avec le titre de baron Broxbourne, de Broxbourne dans le comté de Hertfordshire. La baronnie de la vie s'éteint à sa mort à l'âge de 81 ans en 1992 et est remplacé comme baronnet par son fils Jonah.